# Philippi Jakobi

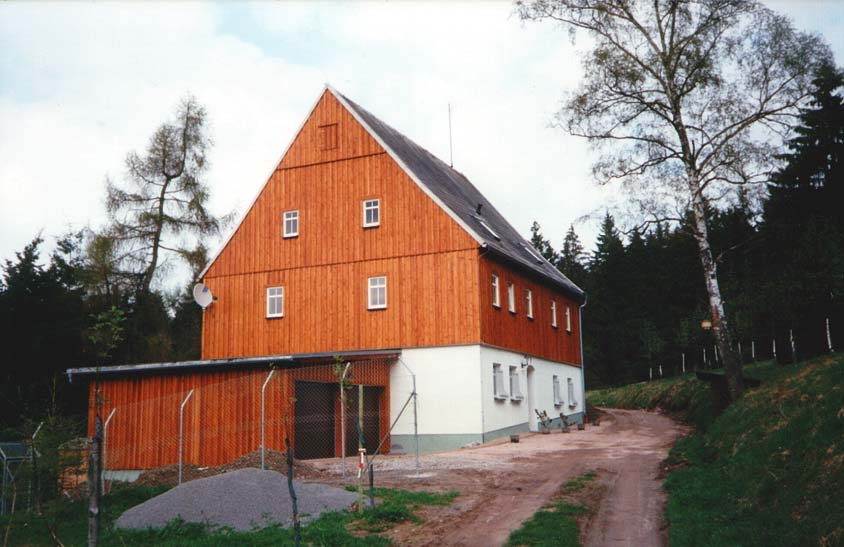
Früheres Huthaus von Philippi Jakobi

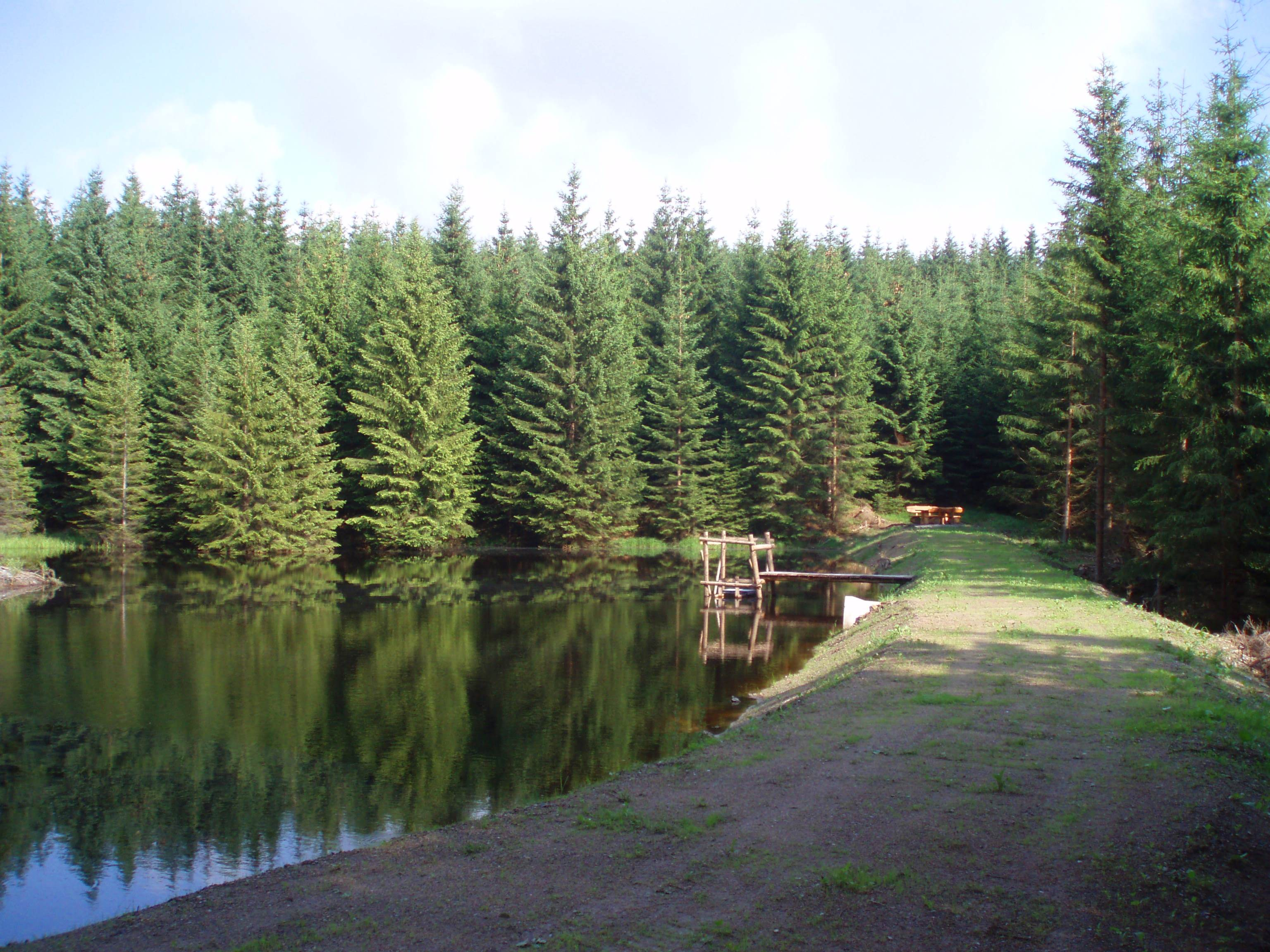
Preißhausteich – Beginn des Walts Gotter Kunstgrabens

Philippi Jakobi, auch Philippi Jacobi, war ein Zinnbergwerk am Westhang des Rabenberges im Bergrevier Johanngeorgenstadt im westlichen Erzgebirge.

## Geschichte
Philippi Jakobi ist eines der ältesten Bergwerke in der Region und bestand aus der Fundgrube und einem seitlich angesetzten Stolln. Es wird angenommen, dass es schon vor der Gründung Johanngeorgenstadts betrieben wurde. Trinitatis 1697 wurde die Grube von der Johanngeorgenstädter Bürgerschaft unter Vortrieb eines Stollns erneut aufgewältigt und als Gemeindestolln betrieben. Abgebaut wurde nur im sogenannten Philippi-Jakobi-Hauptgang im Granit. Zu Luciae 1716 ist das Bergwerk bei einem Rezess von 8000 fl. erneut ins Freie gefallen. Anschließend wurde es erneut aufgenommen und 1729 wurde man mit dem Stolln durchschlägig.
Auch dieser Betrieb wurde jedoch wieder eingestellt und 1798 durch eine Gewerkschaft wiederaufgenommen. Als Huthaus diente – bis zur Kündigung durch  dessen Besitzer Christian Friedrich Opp – das Rabenberger Haus. Auf Wunsch der Gewerken wurde für den Grubenbetrieb eine erhöhte Zubuße erhoben und deshalb auf einen Vorschuss verzichtet. Zwischen 1806 und 1810 waren bis zu 40 Bergleute beschäftigt und erzielten Ausbeute. Um das zu bewerkstelligen, wurden drei Pochwerke und ein Kunstgezeug errichtet, das über einen Kunstgraben, den Jakobi-Kunstgraben, mit Aufschlagwasser aus dem Seifenbachtal versorgt wurde. Da dieses bald nicht mehr ausreichte, nutzte man zusätzlich das höher gelegene Grabensystem, das über den früheren Oberen Walts-Gotter Graben und daran anschließend den Graben zur Fundgrube Drei Brüder Gesinnung Wasser aus dem Teich unweit des Preißhauses heranbrachte. Noch heute ist der Verlauf dieses Grabens im Gelände erkennbar.
Als der Abbau ins Stocken geriet, wurde zusätzlich der Hilfe Gottes tiefer Erbstolln und Fundgrube an der Schwarzwasserbrücke beim alten Täumerhaus verliehen. Der Tiefbau musste aufgrund des eindringenden Grundwassers eingestellt werden. Nachdem sich der Grubenbetrieb nicht mehr rentierte, erfolgte der Verkauf der Pochwerke und des Kunstgezeuges. Die Gewerkschaft konsolidierte sich mit der von Erzengel Gabriel Maßen bei Johanngeorgenstadt.
Im Oktober 1913 wurde die Grube erneut verliehen und bis Ende 1922 in Fristen gehalten.